# 龙里冬青
龙里冬青（学名：Ilex dunniana）是冬青科冬青属的植物，是中国的特有植物。分布于中国大陆的云南、湖北、四川等地，生长于海拔1,200米至2,200米的地区，多生长在山坡阔叶林或杂木林中，目前尚未由人工引种栽培。

## 别名
狭冬青（中国高等植物图鉴补编），方氏冬青（峨眉植物图志），长叶冬青（四川植物志），厚叶冬青（云南植物志）

## 异名
- Ilex intermedia Loes. ex Diels var. fangii (Rehd.) S. Y. Hu